# Phaonia lucidula
Phaonia lucidula este o specie de muște din genul Phaonia, familia Muscidae, descrisă de Fang și Fan în anul 1993.
Este endemică în Sichuan. Conform Catalogue of Life specia Phaonia lucidula nu are subspecii cunoscute.